# Tapinoma ramulorum
Tapinoma ramulorum é uma espécie de formiga do gênero Tapinoma.